# 노경은
노경은(盧景銀, 1984년 3월 11일 ~ )은 KBO 리그 SSG 랜더스의 투수이다.

## 아마추어 시절
서울 성남고등학교 3학년 때인 2002년에 동산고등학교의 송은범, 광주제일고등학교의 김대우와 함께 고교 야구 투수 빅 3로 손꼽혀 MLB 스카우트들의 관심을 받았다.

## 한국 프로야구 시절

### 두산 베어스시절
2003년 1차 지명을 받아 입단했으나, 입단 첫 해에는 어깨 부상으로 후반기에 들어와서야 1군에 올라왔다. 2004년에 구단에서 부상과 병역에 관한 마찰로 임의탈퇴 공시까지 고려됐고, 그 해 팔꿈치 수술을 받았다. 게다가 병역 비리에 연루돼 2005년에 공익근무요원으로 대체 복무했다. 소집 해제된 후에도 넷상 마찰 등 불미스러운 사건 등을 일으켜 기회를 많이 얻지 못했다. 포스트시즌에는 투수 지승민과 함께 2009년 플레이오프 때 처음으로 엔트리에 들어갔으나 등판하지 못했고, 2012년 준플레이오프에 등판하며 포스트시즌에서 처음으로 선발 등판했다.
이후 가끔씩 1군에 올라와서 등판했던 그는 두산 베어스 역사상 큰 혼란기 중 하나인 2011년에 투수진에서 대거 누수가 생기자 기회를 많이 받게 됐고, 김강률과 함께 불펜으로 많이 등판하며 뒤늦게 두각을 드러냈다. 그의 재기에는 당시 2군 투수코치였던 김진욱이 도움을 많이 줬다. 김진욱이 감독으로 부임한 2012년에는 임태훈의 부상으로 선발에 복귀해 선발승을 거뒀다. 2012년 9월 6일 넥센 히어로즈전에서 데뷔 첫 완봉승을 기록했고, 2012년 9월 19일 KIA 타이거즈전에서 데뷔 첫 두 자릿수 승을 거뒀다. 이후 2012년 9월 26일 한화 이글스전에서 개인 통산 2번째이자 시즌 2번째 완봉승을 기록했다. 그와 함께 33이닝 연속 무실점을 기록하다가 2012년 10월 2일 넥센 히어로즈전에서 34이닝 연속 무실점 이닝 기록을 마감했다. 이는 프로 통산 역대 3위 기록이었다. 그는 이 경기에서 승리를 챙기며 2012년 시즌 12승(선발 10승)을 기록했다. 2012년 롯데 자이언츠와의 준플레이오프에서 2차전 선발로 등판했고, 경기에서 6.1이닝 6피안타, 2탈삼진, 3사사구, 1실점을 기록했다.
2013년에는 이용찬이 팔꿈치 뼛조각 수술을 받아 전력에서 이탈하고, 김선우가 부진해 니퍼트와 원투 펀치를 이뤘다.

#### 2015년 한국시리즈
10월 30일 삼성 라이온즈와의 4차전에서 선발 이현호 다음으로 등판해 5.2이닝 무실점을 기록하며 승리 투수가 됐다.

### 롯데 자이언츠시절
2016년 5월 31일 당시 롯데 자이언츠 소속이었던 고원준과 1:1 트레이드를 통해 이적하였다.
2016년 6월 22일 KIA전에서 5이닝 4실점을 하며 이적 후 첫 승리 투수가 됐다. 2016년 6월 28일 이적 이후 부진을 씻어내리는 6이닝 무실점 투구를 했다. 2018년 시즌 9승 6패, 4점대 평균자책점을 기록했다.
2018년 시즌 후 FA 자격을 얻었으나 협상이 결렬됐다.

## 호주 프로야구 시절
2019년에 질롱 코리아에 입단하였다.

## 한국 프로야구 복귀

### 롯데 자이언츠복귀
2019년 시즌 후 2+1년 계약을 맺고 복귀했다. 2020년 5월 16일 한화 이글스와의 경기에 선발 등판해 7이닝 1실점을 기록하며 복귀 후 첫 승을 기록했다.
2021년에는 14경기에 등판해 3승 5패를 기록했고, 10월 29일에 방출됐다.

### SSG 랜더스시절
2021년 시즌 후 SSG 랜더스로 이적했다.
2024년 홀드왕에 오르며 첫 개인 타이틀을 획득했다.

## 논란
- 2009년 7월 3일 LG전에 선발 등판해 3이닝 3피홈런을 기록하며 패전의 빌미를 제공했다. 이전에도 기대치에 크게 미치지 못하는 성적에 은퇴 파동을 일으킨 전력이 있던 그에 대한 팬들의 감정이 호의적이지 않았고, 이에 몇몇 두산 팬들은 그의 싸이월드 미니 홈피에 악플을 달았다. 그눈 해당 팬의 미니 홈피에 찾아가 댓글을 남기며 말싸움을 벌였고, 프로 선수답지 못한 대응을 지적하는 팬들에게까지 화살을 돌린 후 카트라이더를 한다며 사라져 화제가 됐다. 7월 7일에는 그에 대한 간접적인 비아냥을 담은 현수막이 잠실에 잠시 걸렸고, 이를 두고 팬들 사이에서도 논란이 일었다. 7월 8일에 2군으로 강등된 그는 잠시 닫았던 싸이월드 미니 홈피를 다시 열며 인터넷상에서 떠돌던 카트라이더 게임 화면에 자신의 얼굴이 합성된 사진을 메인 화면으로 걸어놓고 비꼬는 듯한 글을 올리며 전혀 자숙하는 모습을 보이지 않아 일말의 동정론까지 사그라들게 만들었다. 이 사건으로 그는 '노카트'라는 별명으로 불렸다.[15] 그랬던 그를 당시 투수코치였던 김진욱이 다잡아 준 끝에 2011년에 중간 계투로 많이 등판하고, 2012년에도 중간 계투로 등판하다가 선발 투수로서 엄청난 활약을 보여 팀 공헌도가 증가하며 이러한 시선은 줄어들었다.
- 2016년 5월 10일에 은퇴 의사를 밝혔다. 이에 두산 베어스는 그의 요청을 받아들여 임의 탈퇴 공시했다.[16] 그런데 2016년 5월 13일에 갑자기 임의 탈퇴 공시를 철회해 달라고 요청했다.[17] 결국 KBO는 2016년 5월 14일에 그의 임의 탈퇴를 공식적으로 철회해 두산 베어스로 복귀했고[18], 이후 고원준을 상대로 롯데 자이언츠에 트레이드됐다.

## 국가대표 경력
- 2013년 WBC 국가대표팀에 발탁됐다.

## 별명
- 위 에피소드에서 언급된 '노카트'라고 불린다.
- 이름을 두 글자로 줄인 '노갱'이라고 불린다.
- 2017년 6월 16일 넥센 히어로즈와의 경기에서 롯데 자이언츠 측의 오더 실수로 이대호와 최준석의 포지션을 혼동해 지명타자였던 최준석이 1루 수비를 하고, 1루수였던 이대호가 덕아웃에 있으면서 4번 타자 자리에는 투수가 들어가게 됐다. 이 사건으로 투수와 타자를 겸해 월등한 활약을 펼치는 오타니 쇼헤이의 이름을 본따 '조선의 4번 투수', '노타니', '노타니 쇼헤이'라고 불렸다.

## 출신 학교
- 서울화곡초등학교
- 서울 성남중학교
- 서울 성남고등학교

## 통산 기록
| 연도 | 팀명   | 평균자책점 | 경기 | 완투 | 완봉 | 승 | 패 | 세 | 홀 | 승률  | 타자 | 이닝 | 피안타 | 피홈런 | 볼넷 | 사구 | 탈삼진 | 실점 | 자책점 |
| ---- | ------ | ---------- | ---- | ---- | ---- | -- | -- | -- | -- | ----- | ---- | ---- | ------ | ------ | ---- | ---- | ------ | ---- | ------ |
| 2003 | 두산   | 4.12       | 5    | 0    | 0    | 3  | 1  | 0  | 0  | 0.750 | 79   | 19⅔  | 12     | 2      | 12   | 2    | 8      | 9    | 9      |
| 2004 | 두산   | 6.89       | 20   | 0    | 0    | 2  | 2  | 0  | 0  | 0.500 | 244  | 49⅔  | 65     | 11     | 31   | 2    | 35     | 41   | 38     |
| 2007 | 두산   | 4.67       | 29   | 0    | 0    | 1  | 2  | 0  | 1  | 0.333 | 199  | 44⅓  | 45     | 2      | 25   | 3    | 21     | 25   | 23     |
| 2008 | 두산   | 6.23       | 3    | 0    | 0    | 0  | 1  | 0  | 0  | 0.000 | 43   | 8⅔   | 12     | 0      | 5    | 1    | 7      | 8    | 6      |
| 2009 | 두산   | 4.50       | 9    | 0    | 0    | 0  | 2  | 0  | 0  | 0.000 | 107  | 24   | 18     | 4      | 19   | 2    | 11     | 14   | 12     |
| 2010 | 두산   | 13.50      | 6    | 0    | 0    | 0  | 0  | 0  | 0  | -     | 47   | 9⅓   | 17     | 1      | 1    | 1    | 8      | 14   | 14     |
| 2011 | 두산   | 5.17       | 44   | 0    | 0    | 5  | 2  | 2  | 3  | 0.714 | 290  | 62⅔  | 71     | 3      | 36   | 2    | 53     | 39   | 36     |
| 2012 | 두산   | 2.53       | 42   | 2    | 2    | 12 | 6  | 0  | 7  | 0.667 | 608  | 146  | 106    | 6      | 69   | 8    | 133    | 46   | 41     |
| 2013 | 두산   | 3.84       | 30   | 0    | 0    | 10 | 10 | 0  | 0  | 0.500 | 765  | 180⅓ | 171    | 16     | 75   | 6    | 153    | 88   | 77     |
| 2014 | 두산   | 9.03       | 29   | 0    | 0    | 3  | 15 | 0  | 0  | 0.167 | 530  | 109⅔ | 147    | 14     | 69   | 1    | 74     | 117  | 110    |
| 2015 | 두산   | 4.47       | 47   | 0    | 0    | 1  | 4  | 4  | 0  | 0.200 | 267  | 57⅓  | 57     | 6      | 37   | 5    | 41     | 33   | 29     |
| 2016 | 롯데   | 6.85       | 22   | 0    | 0    | 3  | 12 | 0  | 0  | 0.200 | 454  | 9⅔   | 128    | 13     | 48   | 5    | 52     | 79   | 72     |
| 2017 | 롯데   | 11.66      | 9    | 0    | 0    | 0  | 2  | 0  | 0  | 0.000 | 76   | 14⅔  | 25     | 4      | 8    | 1    | 8      | 19   | 19     |
| 2018 | 롯데   | 4.08       | 33   | 0    | 0    | 9  | 6  | 0  | 0  | 0.600 | 547  | 132⅓ | 127    | 18     | 30   | 4    | 89     | 65   | 60     |
| 2020 | 롯데   | 4.87       | 25   | 1    | 0    | 5  | 10 | 0  | 0  | 0.333 | 574  | 133  | 139    | 19     | 40   | 3    | 77     | 76   | 72     |
| 2021 | 롯데   | 7.35       | 14   | 0    | 0    | 3  | 5  | 0  | 0  | 0.373 | 269  | 56⅓  | 79     | 11     | 24   | 4    | 35     | 50   | 46     |
| 2022 | SSG    | 3.05       | 41   | 0    | 0    | 12 | 5  | 1  | 7  | 0.706 | 323  | 79⅔  | 69     | 5      | 23   | 4    | 55     | 28   | 27     |
| 2023 | SSG    | 3.58       | 76   | 0    | 0    | 9  | 5  | 2  | 30 | 0.643 | 357  | 83   | 78     | 4      | 36   | 4    | 65     | 33   | 33     |
| 2024 | SSG    | 2.90       | 77   | 0    | 0    | 8  | 5  | 0  | 38 | 0.615 | 350  | 83⅔  | 71     | 10     | 32   | 4    | 71     | 30   | 27     |
| 통산 | 19시즌 | 4.86       | 561  | 3    | 2    | 86 | 95 | 10 | 86 | 0.475 | 6129 | 1390 | 1437   | 149    | 620  | 62   | 996    | 814  | 751    |

- 빨간 글씨는 한국 프로야구 역사상 최고 기록
- 굵은 글씨는 해당 시즌 최고 기록